# La hija del espantapájaros
La hija del espantapájaros es un libro de la escritora sueca Maria Gripe.

## Trama
El libro cuenta la historia de una niña, Loella, que vive en una cabaña del bosque cuidando de sus hermanos pequeños, pues su madre marchó a trabajar a América. Loella tiene que lidiar con los problemas que se le presentan día a día; su mejor amigo y confidente es un espantapájaros al cual llama "Papa Pelerín". Al cabo del tiempo debe irse a la ciudad donde convive con nuevas personas y vive nuevas aventuras, pero para ella nada se compara con la paz y tranquilidad del bosque.

## Personajes del cuento
- Loella: Es la protagonista del libro. No era muy amable con la gente, y la llamaban "Malos Pelos" por su cabello rizado.

- Iris: Es la madre de Loella la cual es muy aventurera y cada vez le mandaba cartas pero una carta le cambiará la vida.

- Papá:Es el padre de Loella.

- Rudolph y Conrad: Dos mellizos hermanos menores de Loella.

- Mona: Es la niña que convive con Loella en el hogar de niños en el que vive en la ciudad.

- Maggie: Es la amiga de Mona que llega para jugar al tablero, donde los espíritus le dicen a Loella que su papá irá a buscarla en abril.

- Tía Svea: Es la directora del hogar de niños donde Loella vive en la ciudad.

- Tia Adina: Es la tía de Loella.

- David Petterson: Era el esposo de Tía Adina y trabajaba ayudando a los campesinos y granjeros en sus tareas y con eso se ganaba la vida.

- Fredrik Olsson: Era un anciano de 90 años que vivía en el bosque. No le gustaba hablar mucho, y era muy servicial siempre y cuando no tuviera que hablar con nadie.

- Papa Pelerin: El espantapájaros de Loella que estaba situado en medio de los arbustos de frambuesas cerca de su casa, que ella cuidaba siempre.    Lo quería como a su padre.

- Agda Lundkvist: Era la Amiga de la Mamá de Loella y que se iba a quedar con sus hermanos.

- Gosta: Era el Esposo de Agda Lundkvist.

- Señorita Skog: Era la maestra de Loella en la escuela de la ciudad